# Хофманн, Лени
Лени Хофманн (Leni Hoffmann, 1962, Бад-Пирмонт, живёт и работает в Дюссельдорфе) — современный немецкий художник.

## Биография
Лени Хофманн училась в Академии изобразительных искусств в Нюрнберге с 1982 по 1987. С 2002 она работала профессором живописи в Государственной академии изобразительных искусств в Карлсруэ. В 2003 она была стипендиатом на Вилле Массимо в Риме. В 2007 Лени Хофманн была присуждена премия «Gabriele Münter Prize for Fine Artists Over 40», единственная премия в мире для женщин-художниц старше сорока лет.

## Творчество
Лени Хофманн использует необычным образом цветную массу для моделирования, применяя её при создании временных пространственных инсталляций. Можно сказать, что она интегрирует живопись в существующую архитектуру и делает её трехмерной.
На стипендию Cité Internationale des Arts в Париже в 1990 она сделала похожую на рельеф инсталляцию на зеркальной поверхности в парижском баре из голубой массы для моделирования. В работе «Chasse d’Eau» (1991) в Сберегательном банке в Нюрнберге, она создала своего рода ниши для посетителей, расположив их параллельно существующим нишам для служащих. Особенности данного интерьера были подчеркнуты и обыграны с иронией одновременно.
В галерее Vevey, Швейцария, узоры на полу вдохновили художника на инсталляцию «Himmel und Äad» (1991), состоящую из голубых и цвета охры прямоугольников, покрывающих пол помещения. Посетители были не только зрителями временного орнамента, но активно участвовали в изменении произведения, оставляя на нем свои следы. Напольная скульптура «записывала» следы деятельности своих зрителей.
Инсталляция «MANNA» в Портике Франкфурта состояла из двухчастной напольной и настенной работы, подчеркивающей архитектурные особенности интерьера. На улице около Портика были сделаны канавки, которые были заполнены цветным материалом для моделирования.
Для своей выставки «RGB» (2009—2010) в Музее Людвига Лени Хофманн создала пять работ из глины для моделирования, бетона и винила. В инсталляции «flipper» она прикрепила большие поддоны-сидения к двум белым столбам в центре фойе музея, покрыв их светлой зеленой и желтой массой. На полу вокруг был размещен круг бирюзового цвета глины. Вторая работа, «munka», представляла собой горизонтальные полосы на стене из розовой глины, через которые проходили зеленая и серая полосы. Поверхность глины была не совсем гладкая. Как и во многих своих работах, Лени Хофманн сформировала арабески из розовой массы, напоминающие фигурные папоротники на капителях старых колонн. Ещё одна работа находилась внутри музея, а две остальные — на открытом воздухе.

## Персональные выставки
| - 2004 beautiful one day, perfect the next, Kunstverein Hannover, Ганновер - 2003 Kunsthalle Bremerhaven, Бремерхафен - 2002 Interventionen 29, Sprengel Museum Hannover, Ганновер | - 2001 Galerie Thomas Taubert, Дюссельдорф - 1999 Secam, Städtische Galerie im Lenbachhaus & Kunstbau, Мюнхен - 1998 Minyan, Ausstellungshalle zeitgenössische Kunst Münster, Мюнстер - 1992 Portikus, Франкфурт-на-Майне |  |